# Avtodinamika
Avtodinamika je bila fizikalna teorija, ki jo je predlagal Ricardo Libertario Carezani (1921–2016) še kot študent v zgodnjih 1940-ih kot nadomestilo za Einsteinovo posebno in splošno teorijo relativnosti. V skupnosti fizikov nikoli ni pridobila statusa uspešnega alternativnega modela, danes pa jo mainstreamovska znanost v celoti zavrača.

## Glavna načela avtodinamike
Primarna trditev avtodinamike je, da so enačbe Lorentzeve transformacije napačno formulirane za opis relativističnih pojavov, kar bi razveljavilo posebno teorijo relativnosti, splošno teorijo relativnosti in Maxwellove enačbe. Popravljene enačbe, predlagane v avtodinamiki, povzročajo, da se masa delcev z njihovo hitrost zmanjšuje, pri čemer se izmenjuje s kinetično energijo (pri hitrosti svetlobe {\displaystyle c\!\,} je masa enaka nič in kinetična energija je enaka mirovni masi). Ta izmenjava med maso in energijo je predlagani mehanizem, na katerem temelji večina izpeljanih sklepov avtodinamike.
Med pomožne napovedi avtodinamike spadajo:
- neobstoj nevtrina,
- obstoj dodatnih delcev, ki jih glavni fiziki niso opazili (vključno s »pikogravitonom« in »elektromionom«),
- obstoj dodatnih razpadnih načinov za mione in interakcijskih načinov za energijska atomska jedra.

## Status avtodinamike
Avtodinamiko v celoti zavrača mainstreamovska znanstvena skupnost. Od Carezanijeve prvotne objave se v znanstveni literaturi ni pojavil noben članek o avtodinamiki, razen njegovih dodatnih člankov, objavljenih v alternativnih revijah, kot je Physics Essays.
Članek iz leta 1999 v reviji Wired navaja Henryja Pierrea Noyesa, profesorja na Odseku za teoretično fiziko SLAC, ki je izjavil, da so »avtodinamiko ovrgli. Posebna teorija relativnosti je pravilna«. Noyes je bil vodilni raziskovalec v poskusu, ki je leta 1984 poskušal primerjati napovedi splošne teorije relativnosti in avtodinamike. Ugotovil je, da so bile vrednosti, izračunane s splošno teorijo relativnosti, bistveno bližje tistim, ki so jih opazovali. Carezani je kasneje trdil, da poskus ni bil pomemben za primerjavo obeh teorij in poudaril, da se avtodinamika uporablja posebej za primere razpadov, elektroni v Noyesovem poskusu pa so prejel energijo iz zunanjega medija (klistronsko elektromagnetno polje). Lee Smolin je dejal, da: »[podporniki avtodinamike] niso resno poskusili argumentirati ali razpravljati o gorah eksperimentalnih podatkov, ki ovržejo njihove osnovne trditve, na primer, da ljudje vsak dan proizvajajo in zaznavajo nevtrine v laboratorijih.«